# Robert John Cornell

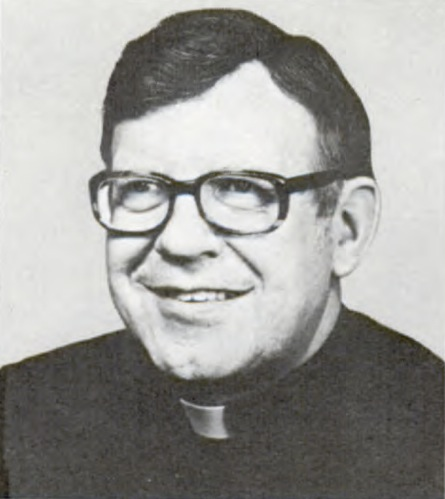
Robert John Cornell, 1977

Robert John Cornell OPraem (* 16. Dezember 1919 in Gladstone, Delta County, Michigan; † 10. Mai 2009 in De Pere, Wisconsin) war ein US-amerikanischer Politiker und römisch-katholischer Priester.

## Leben
Cornell wurde 1919 in Gladstone, Michigan geboren. Im Alter von acht Jahren zog er mit seiner Familie nach Green Bay, Wisconsin. Er besuchte das St. Norbert College in DePere und erhielt dort 1941 seinen Bachelor of Arts. Seinen Master of Arts sowie seinen Ph.D. bekam er 1947 bzw. 1957 an der Katholischen Universität von Amerika in Washington, D.C.
Cornell, der 1938 dem Prämonstratenser-Orden beigetreten war, erhielt am 17. Juni 1944 die Priesterweihe und arbeitete als Lehrer an verschiedenen kirchlichen Schulen in Philadelphia. Von 1947 bis 1974 war Cornell Professor für Geschichte und Politikwissenschaft am St. Norbert College. Seit Ende der 1960er-Jahre betätigte sich Cornell auch politisch in der Demokratischen Partei und hatte dort verschiedene parteiinterne Ämter inne. So war er unter anderem von 1969 bis 1974 Vorsitzender der Demokraten im achten Kongresswahlbezirk.
Nach zwei erfolglosen Versuchen 1970 und 1972 wurde Cornell schließlich 1974 in den Kongress der Vereinigten Staaten gewählt sowie 1976 wiedergewählt und vertrat somit den Bundesstaat Wisconsin vom 3. Januar 1975 bis zum 3. Januar 1979 im US-Repräsentantenhaus. Bei den Wahlen 1978 konnte er seinen Sitz jedoch nicht verteidigen. 1980 versuchte er seinen Sitz zurückzugewinnen, zog sich jedoch aufgrund eines päpstlichen Dekrets, das allen Priestern den Verzicht auf politische Ämter nahelegte, am 6. Mai aus dem Wahlkampf zurück und beendete seine politische Karriere. Cornell widmete sich nunmehr wieder seiner Lehrtätigkeit, seit 1979 war er wieder Professor am St. Norbert College.
Cornell war neben Robert Drinan einer der beiden einzigen römisch-katholischen Priester im Kongress. Während seiner Zeit als Abgeordneter diente ihm Drinan, der von 1971 bis 1981 den Staat Massachusetts in Washington vertrat, oft als Vorbild.